# Yves Tanguy
Raymond Georges Yves Tanguy (París, 5 de gener de 1900 – Woodbury, 15 de gener de 1955) va ser un pintor surrealista francès.

## Biografia
Era fill d'un capità de marina retirat. Els seus pares eren ambdós d'origen bretó. A la mort del seu pare el 1908, la seva mare va tornar al seu poble natal, Locronan, Finisterre, i Tanguy va conviure la major part de la seva joventut amb altres familiars. El 1918, es va embarcar en un navili mercant abans d'unir-se a l'exèrcit, on es va fer amic de Jacques Prévert. En acabar el servei militar el 1922, va tornar A París, on va treballar en diversos oficis. Per casualitat va veure un quadre de Giorgio de Chirico i va quedar tan impressionat que va decidir convertir-se en pintor encara que no tenia la més mínima educació formal per a dedicar-se a això.
Tanguy tenia el costum de quedar totalment absorbit per l'obra en la qual estigués treballant. Aquesta forma de crear una obra d'art pot obeir que el seu taller era molt petit i només podia albergar amb comoditat únicament una obra assecant-se. Gràcies a la seva amistat amb Jacques Prévert, Tanguy va ser admès al voltant de 1924 en el cercle de surrealistes d'André Breton. Tanguy va desenvolupar amb rapidesa el seu propi estil pictòric, celebrant la seva primera exposició individual el 1927 a París. Aquest mateix any es va casar per primera vegada. Durant aquesta època tan ocupada de la seva vida, Breton va subscriure amb Tanguy un contracte per a pintar 12 quadres a l'any. Amb els seus ingressos fixats, va pintar menys i va acabar fent només 8 obres d'art per Breton.
Al llarg dels anys trenta, Tanguy va dur la vida bohèmia de l'artista que lluita per obrir-se pas, el que amb el temps va dur al fracàs del seu matrimoni. El 1938, després de veure l'obra de l'artista Kay Sage, Tanguy va començar una relació amb ella que, amb el temps, li duria al seu segon matrimoni. En esclatar la Segona Guerra Mundial, Sage va tornar a la seva ciutat natal, Nova York, i Tanguy, al que es va considerar no apte per al servei militar, la va seguir.
Va passar la resta de la seva vida als Estats Units. Sage i Tanguy es van casar a Reno, Nevada el 17 d'agost de 1940. Quan la guerra anava a acabar, la parella es va traslladar a Woodbury, Connecticut i van transformar una antiga granja en un estudi per a artistes. Viurien allí la resta dels seus dies. El 1948 Tanguy es va convertir en ciutadà nord-americà.
El gener de 1955, Tanguy va tenir un infart a Woodbury. El seu cos va ser incinerat i conservat fins a la mort de Sage, el 1963. Les seves cendres van ser espargides juntes pel seu amic Pierre Matisse a la platja de Douarnenez en la seva estimada Bretanya.

## Obra
Els quadres de Yves Tanguy tenen un estil únic, recognoscible ràpidament, d'un surrealisme abstracte. Mostren paisatges vasts i abstractes, en la seva major part amb una gamma de colors molt limitada, mostrant només centelleigs de colors que contrasten. Típicament, aquests paisatges de somni estan poblats per formes abstractes variades, de vegades angulars i agudes com fragments de vidre, altres vegades amb un aspecte orgànic intrigant, com amebes gegants sobtadament petrificades.